# تشارلز جونز
تشارلز جونز (بالإنجليزية: Charles Jones)‏ (و. – م) هو سياسي، ومحامي، من مملكة إنجلترا، هو عضوٌ في البرلمان القصير.

## مناصب
تولى منصب عضو مجلس النواب في البرلمان البريطاني.